# Бадминтон Азије
Бадминтон Азија је управно тијело бадминтона у Азији. Једно је од 5 континенталних тијела под заставом Светске бадминтон федерације (БВФ). Конфедерација је основана 1959. године, са сједиштем у Куала Лумпуру, у Малезији, док није накратко премјештена на Малдиве 2021. године. Године 2023. најављено је да ће бити враћен у Малезију. Циљ му је да задржи Азију као мјерило за свјетски бадминтон у годинама које долазе. Данас чланство броји 43 националне федерације. На годишњој генералној скупштини 16. јула 2006. године одлучено је да је назив конфедерације промењен из Азијске бадминтонске конфедерације (АБК) у Бадминтон Азијску конфедерацију (БАК).
Током ванредне генералне скупштине Бадминтон Азија 16. октобра 2015. године у Кувајту, организација се ребрендирала откривањем новог логотипа за конфедерацију која је преименовала организацију у Бадминтон Азија.

## Чланице конфедерације
Зоне:

### Запад (11)
- Бахреин
- Иран
- Ирак
- Јордан
- Кувајт
- Либан
- Палестина
- Катар
- Саудијска Арабија
- Сирија
- Уједињени Арапски Емирати

### Центар (5)
- Казахстан
- Киргистан
- Таџикистан
- Туркменистан
- Узбекистан

### Југ (8)
- Афганистан
- Бангладеш
- Бутан
- Индија
- Малдиви
- Непал
- Пакистан
- Шри Ланка

### Исток (8)
- Кина
- Хонг Конг
- Јапан
- Макау
- Монголија
- Сјеверна Кореја
- Јужна Кореја
- Кинески Тајпеј

### Југоисток (11)
- Брунеј
- Камбоџа
- Индонезија
- Лаос
- Малезија
- Мјанмар
- Филипини
- Сингапур
- Тајланд
- Источни Тимор
- Вијетнам

## Турнири
- Badminton Asia Championships од 1962. године
- Badminton Asia Team Championships од 2016. године
- Badminton Asia Mixed Team Championships од 2017. године
- Badminton Asia Junior Championships (U19) од 1997.
- Badminton Asia Junior Championships (U17) и (U15) од 2006. године
- Badminton Asia Para Championships од 2008. године
- Badminton Asia Senior Championships од 2020. године